# クォータリー・レビュー

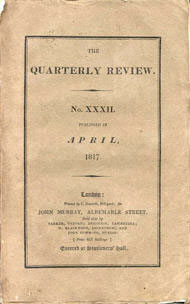
『クォータリー・レビュー』（1817年4月）の表紙

『クォータリー・レビュー』は1809年3月にロンドンの有名な出版社ジョン・マレー（John Murry）が創刊した文学・政治雑誌である。1967年に廃刊。

## 創刊
創刊当初、リベラル側の『エジンバラ・レビュー』（Edinburgh Review）に対抗するために発案されたもので、ウィリアム・ギフォード（William Gifford）が当時外務大臣で後に首相となるジョージ・カニングによって最初の編集者として任命された。
初期の寄稿者には、海軍大臣のジョン・ウィルソン・クローカー（John Wilson Croker）やジョン・バロー、桂冠詩人のロバート・サウジー、詩人・小説家のウォルター・スコット、イタリア人亡命者ウーゴ・フォスコロ、ゴシック小説家チャールズ・ロバート・マチューリン、エッセイストのチャールズ・ラムがいた。
ギフォードの編集の間、『クォータリー・レビュー』は国内外の政策に関しては、カニング内閣の保守リベラルの立場をとっていたが、必ずしも一貫したものではなかった。大々的な政治改革には批判的であったが、奴隷制度の漸進的な廃止、穏健な法改正、犯罪者や精神異常者らへの人道的支援、商業の自由化には賛成の立場を取っていた。サウジーは社会改革の進歩主義的な思想を複数の記事で打ち出していたが、一方でスコットとサウジーというお抱えの二大寄稿者がカトリック教徒解放令（Roman Catholic Relief Act 1829）には反対していたため、ギフォードはこの点については『クォータリー・レビュー』の立場をはっきりと示さなかった。
ジョン・ギブソン・ロックハート（John Gibson Lockhart）が3代目の編集者をしていた間、『クォータリー・レビュー』の政治思想はその当時のトーリー党の内部対立が反映され、一貫したものにはならなかった。クローカーはトーリー党内部のリベラル派であったカニング内閣、ピール内閣を代弁し続けた一方、エルドン卿（Lord Eldon）、ウェリントン卿（Lord Wellington）らの極右派閥の側の主張も掲載された。
文学作品の新作への書評は、初期の頃は極めて長いものが多かった。探検家ヘンリー・コスタ―のTravels in Brazil（1816）の書評は43ページにも及んだ。

## 論争を呼んだ書評
19世紀初期の雑誌としては典型的に、『クォータリー・レビュー』での書評は極めて政治色が強く、時に過剰なまでに批判的な論調になることもあった。ユニテリアニズムや急進主義的な見解で知られる作家や出版者が初期の『クォータリー・レビュー』の標的になることがあった。特に辛辣な攻撃を受けたのはアイルランドの小説家モーガン夫人（Lady Morgan）、イギリスの詩人・エッセイストであるウォルター・サヴェジ・ランドー（Walter Savage Landor）、『フランケンシュタイン』の著者メアリー・シェリーとその夫パーシー・ビッシュ・シェリーであった。
1817年の記事で、クローカーはジョン・キーツの『エンディミオン』の書評において、リー・ハント（Leigh Hunt）とその一派「コックニー派（Cockney School）と結びつけて批判した。キーツはその頃から結核の症状を発症しており、1821年に死去するが、パーシー・シェリーは、その記事による酷評が若き詩人の死をもたらしたと強く非難した。
1816年、スコットは、匿名で出版した自身のTales of My Landlordを書評し、それを手厳しく批判することで、自分が著者であるという世間の疑いを払拭しようとした。なお、スコットはジェーン・オースティンの『エマ』を高く評価した書評も書いている。
その後『クォータリー・レビュー』は1967年に廃刊するが、同じ名称で2007年にDerek Turner編集の下、新しい『クォータリー・レビュー』が創刊された。これは2006年に廃刊していたRight Now!を引き継ぐ形で、かつて保守系の下院議員を務めていた作家リチャード・ボディ（Richard Body）が編集委員長となって復活を果たしたものである。